# Януш II Плоцький
Януш II Плоцький (бл. 1455 — 16 лютого 1495) — князь варшавський, цеханувський, черський у 1454—1471 роках, плоцький в 1462—1471 1475—1495 роках.

## Біографія
Походив з Мазовецьких П'ястів. Молодший син Болеслава IV, князя варшавського, і Барбари Олельківни, доньки князя київського. Народився вже після смерті батька десь напочатку 1455 року. Разом з братами Конрадом, Болеславом і Казимиром став правителем Варшавського і черського князівств. Втім фактичне управління до 1462 року здійснювала їх мати разом з єпископом плоцьким Павлом Гіжицьким.
У 1462 році Януш II разом з братами успадкував володіння померлих родичів — Земовита VI і Владислава II Плоцького — князівства Плоцьке, Візненське, міста Плонськ й Завкржу. Натомість було втрачено Белзьке і Равське князівства, а також важливе місто Гостинін (фактично центральна Мазовія), які стали частиною королівства Польського.
У 1471 році внаслідок поділу володінь Януш II отримав Цеханув, Ружани і Ломжу. У 1472 році уклав союзний договір з Тевтонським Орденом. У 1475 році після обрання брата Казимира III Плоцького єпископом в Плоцьку, Януш Цеханувський отримав у володіння міста Плоцьк, Візну, Плоньск і Завкржу. У 1476 році разом з братом Болеславом V Варшавським претендували на Сохачеське князівство, проте марно.
1484 року Януш II отримав у володіння від Болеслава V міста Блонях, Кам'янець і Тарчин, а 1489 року від іншого брата — Конрада III — Вишогруд. У 1492 році після смерті польського короля Казимира IV Януш II виставив свою кандидатуру на трон Польщі. У серпні того ж року приїхав до Кракова, але не отримав підтримки від польської знаті.
Помер у лютому 1495 року. Його володіння було включено новим польським королем Яном I Ольбрахтом до складу Польського королівства.